# Корнегрыз Комарова
Корнегрыз Комарова (лат. Chioneosoma komarovi) — вид жуков рода Chioneosoma из подсемейства хрущей (Melolonthinae) семейства пластинчатоусых (Scarabaeidae).

## Этимология названия
Видовое название дано в честь Александра Виссарионовича Комарова (1823—1904) — русского генерала, участника Кавказской войны и Туркестанских походов и любителя энтомологии.

## Описание
Длина тела 24—37 мм. Тело очень крупное — является самым крупным видом в составе роде Chioneosoma. Окраска матовая — основная окраска красновато-буро-желтая; голова (за исключением наличника) и переднеспинка чёрно-бурого цвета. Тело жука кажется белым, из-за очень густого налёта, который его покрывает. Лоб покрыт довольно крупными и довольно густыми редкими точками, между которыми рассеяны негустые мелкие точки. Переднеспинка несколько уже основания надкрылий, покрыта очень густым белым налетом, покрыта густыми мелкими точками и а у заднего края — малозаметными единичными прилегающими белыми волосками. Передние и задние углы переднеспинки тупые, округленные. Надкрылья сильно вытянутые, с несколько округленными боками и слабо выраженными ребрами. Покрыты негустыми мелкими точками и очень густым белым налетом. Пигидий слабо выпуклый, в довольно густых мелких точках и густых длинных торчащих буро-желтых волосках, также покрыт густым белым налетом. Грудь покрыта густыми длинными желтовато-белыми волосками. Голени передних ног снаружи с 3 приближенными к вершине игловидными зубцами, которые расположены на одинаковом расстоянии друг от друга; на внутреннем крае имеется длинная шпора, расположена напротив основного зубца. Голени средней пары ног на вершине расширены, снаружи блестящие, покрыты негустыми довольно крупными точками. Голени задней пары ног сильно расширены, также блестящие, покрыты негустыми довольно крупными точками. Лапки длинные, гораздо длиннее голеней.

## Ареал
Вид широко распространен в Туркменистане и пограничных районах Узбекистана. Ареал вида охватывает всю пустыню Кара-Кум. Начинаясь рядом с Каспийским морем, на западной окраине Кара-кума (Узунада, Молла-кара) ареал простирает на северо-восток к Хиве, а затем на юго-восток по восточной окраине пустыни до Чарджоу, Фа раба; юго-западная граница ареала проходит в предгорьях Копетдага до Ашхабада и далее до Мары. Юго-восточная граница ареала проходит южнее линии Фараб-Репетек-Мары.
В Алтайском крае известны находки в окрестностях села Николаевка Михайловского района. Вероятно, также встречается и в других районах на юго-западе Алтайского края.

## Биология
Биология практически не изучена. Обитает на барханных песках, где жуки встречается очень часто. Время лёта очень растянуто и длится с конца марта до конца июля. Жуки летают ночью, очень часто прилетают на источники света. В дневное время скрываются в песке. Жуки не питаются и живут за счет запасов питательных веществ, накопленных на стадии личинки.
Сами личинки развиваются в песчаных грунтах, где питаются корнями растений.

## Охрана
Был включён в первое издание Красной книги Алтайского края (IV категория), как редкий периферийный вид локального распространения.